# Systasea
Systasea is een geslacht van vlinders van de familie dikkopjes (Hesperiidae), uit de onderfamilie Pyrginae.

## Soorten
- S. microsticta Dyar, 1923
- S. pulverulenta (Felder, 1869)
- S. zampa (Edwards, 1876)